# Тейлор, Майкл (преступник)
Майкл Тейлор (англ. Michael Taylor; род. 21 сентября 1944) — британский преступник. Стал известен в Англии в 1974 году в результате дела об убийстве в Оссетте и его предполагаемой одержимости демонами.

## Биография
Тейлор жил в Осcетте, Западный Йоркшир, работая мясником. В 1974 году жена Тейлора, Кристина, заявила христианской группе, к которой принадлежал Тейлор, что его отношения с лидером группы 21-летней Мэри Робинсон носили «плотский» характер.. Майкл Тейлор признался, что чувствовал зло внутри себя и в конце концов атаковал Робинсон словесно, которая кричала на него в ответ. Во время следующей встречи Майкл Тейлор получил отпущение грехов, но, тем не менее, его поведение продолжало становиться всё более беспорядочным. В результате местный викарий призвал других служителей, испытавших освобождение, чтобы изгнать демонов, живущих в этом человеке.

## Обряд экзорцизма
Экзорцизм, который произошёл 5-6 октября 1974 года в церкви Св. Фомы в Гобере, возглавил отец Питер Винсент, англиканский священник Св. Фомы, и ему помогал методистский священник, преподобный Раймонд Смит. По словам Билла Эллиса, авторитета в области фольклора и оккультизма в современной культуре, экзорцисты считали, что они: «Во время ночной церемонии… вызвали и изгнали по меньшей мере сорок демонов, в том числе демонов инцеста, зверства, богохульствa, и разврата. В конце концов, измученные, они позволили Тейлору уйти домой, хотя чувствовали, что в нём всё же остались по крайней мере три демона — безумие, убийство и насилие».

## Убийство
Вернувшись домой, Тейлор жестоко убил свою жену Кристину. Он напал на неё голыми руками, вырвал ей глаза и язык и почти оторвал ей лицо, а затем задушил их пуделя. Полицейский нашёл его обнажённым на улице, залитым кровью.
На суде в марте Тейлор был оправдан по причине невменяемости. Он был отправлен в больницу Бродмур на два года, затем провёл также два года в охраняемой палате в Брэдфорде, прежде чем был освобождён. Причудливый характер дела привлёк широкую огласку.
В июле 2005 года Тейлор снова попал в новости после того, как был признан виновным в неприличном прикосновении к девочке-подростку. Через неделю после его тюремного заключения за преступление Тейлор, который за годы, прошедшие после суда, четыре раза пытался покончить жизнь самоубийством, начал демонстрировать странное поведение, которое предшествовало убийству его жены в 1974 году. Когда он вновь предстал перед судом, то снова был направлен на психиатрическое лечение.

## В популярной культуре
Дело Тейлора заметно фигурирует в романе Дэвида Писа «Девятнадцать семьдесят семь», втором из серии «Красный райдинг». Тейлор, переименованный в Майкла Уильямса, изгнан отцом Мартином Лоусом, главным злодеем книги, а затем убивает свою жену Кэрол, забив ей в череп гвоздь. Джек Уайтхед, один из двух главных героев, становится свидетелем экзорцизма Уильямса и убийства Кэрол Уильямс, его бывшей жены, которое, как и в реальной жизни, происходит в Осетте. Дэвид Пис родом из того же города, что и Майкл Тейлор.
Дело Тейлора упоминается в фильме 2021 года «Заклятие 3: По воле дьявола», который основан на другом случае, в котором убийца заявил о своей демонической одержимости — Арне Шайенн Джонсон, убивший своего домовладельца карманным ножом в припадке ярости в 1981 году.